# Griend (dier)
De griend (Globicephala melas, synoniem: Globicephala melaena) is een soort tandwalvis uit de familie van de dolfijnachtigen (Delphinidae). De soort wordt ook wel de gewone griend of zwarte griend genoemd. De griend behoort tot de Globicephalinae.

## Kenmerken
De griend is op de orka na de grootste dolfijnensoort. Hij heeft een bolvormige kop en een brede, korte bek. Hij heeft acht tot dertien tanden (gemiddeld tien) in iedere kaakhelft. De borstvinnen zijn vrij lang en smal, minstens dertig centimeter, zo'n 15 tot 20 % van de totale lichaamslengte. De rugvin is gekromd en ver naar voren geplaatst. Bij jongere dieren is de rugvin rechter en driehoekiger. De staart is breed en aan de zijkanten samengedrukt bij de wortel.
De gladde huid is donkergrijs tot zwart van kleur, lichter aan de onderzijde. Een lichtgrijze tot bruine streep loopt over het midden van de borst en de buik, die naar de kin uitloopt in een ankervormige vlek. Op de borst is deze streep smaller. De grootte en vorm van deze streep is variabel en de kleur is lichter bij jongere dieren. Sommige dieren hebben een grijze rugvin.
Een volwassen griendmannetje is 4 tot 8,5 meter lang (gemiddeld 5,5 meter) en weegt tussen de 2 en 4 ton (gemiddeld 3,5 ton). Volwassen vrouwtjes zijn kleiner: tussen de 3 en 6 meter lang (gemiddeld 4,6 meter) en 1,8 tot 2,5 ton.
De verwante Indische griend (Globicephala macrorhynchus) is nauwelijks te onderscheiden van de griend. De Indische griend heeft kortere borstvinnen en minder tanden.

## Leefwijze

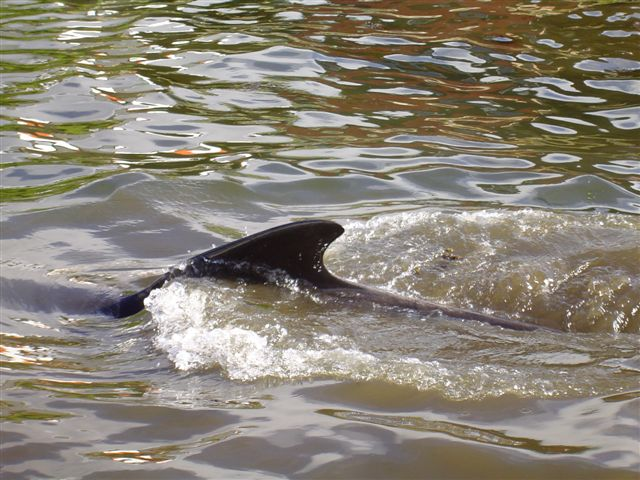
De korte rugvin van een griend steekt uit boven het water.

Een griend eet voornamelijk inktvissen als zeekatten en pijlinktvissen, maar ook vissen als tarbot en schoolvissen als kabeljauw. Ze duiken meestal niet langer dan tien minuten en jagen meestal bij het wateroppervlak of in de middelste waterlagen. De prooidieren worden opgespoord door middel van echolocatie. De griend kan een snelheid van 44 km/u halen.
Ze leven in grote groepen van zes tot tweehonderd dieren, soms ook samen met dwergvinvissen en andere soorten grienden. Een groep bestaat uit tot vijftien mannetjes, meerdere verwante vrouwtjes en hun jongen. De groep is zeer hecht, en de dieren communiceren met elkaar met een grote variatie aan geluiden. Een ouder dier is de leider. Volwassen mannetjes kunnen zeer agressief zijn tegenover andere volwassen mannetjes. Deze groepen houden zich voornamelijk dicht bij het wateroppervlak op. Jonge dieren kunnen soms uit het water opspringen. Ze worden vaak vergezeld door zeevogels als de grote pijlstormvogel, die eveneens op pijlinktvissen jaagt en ook van de uitwerpselen van de grienden eet. Groepen grienden kunnen zich samenvoegen tot grotere groepen van wel drieduizend dieren.

### Voortplanting
De paartijd valt in de zomer, in de Noordelijke Atlantische Oceaan tussen april en juli. Het mannetje paart met meerdere vrouwtjes. Een vrouwtje krijgt om de drie jaar een jong. Eén jong wordt geboren na een draagtijd van 14,5 tot 15,5 maanden, meestal tussen juli en september. De paartijd is echter niet vast en jongen kunnen het gehele jaar door geboren worden. Een pasgeboren griend is 140 tot 200 centimeter lang en weegt ongeveer 75 kg. Hij is grijs van kleur en heeft de eerste maanden verscheidene witte verticale vouwen in de huid. Gedurende de eerste twaalf maanden verdwijnen deze vouwen en wordt het dier donkerder. Het jong wordt door de gehele groep beschermd tegen vijanden als orka's. Na de geboorte worden ze na 16 tot 22 maanden gespeend.
Mannetjes zijn na tien tot twaalf jaar geslachtsrijp, als de dieren zo'n 490 centimeter lang zijn. Vrouwtjes zijn eerder geslachtsrijp, na zes tot tien jaar, als ze tussen de 365 en 400 centimeter lang zijn. Mannetjes en vrouwtjes blijven waarschijnlijk hun hele leven bij dezelfde groep. De levensverwachting van de mannetjes is ongeveer vijfenveertig jaar, die van de vrouwtjes ongeveer zestig jaar.

## Verspreiding
De griend komt voor in twee uit elkaar gelegen gebieden: in de Noordelijke Atlantische Oceaan (waaronder de Middellandse Zee en sporadisch de Noordzee) en in de oceanen op het Zuidelijk Halfrond, op open zee in de koudere en gematigde wateren. Vroeger kwam hij ook voor in de noordelijke Grote Oceaan, bij Japan, maar daar is hij al sinds de 10e eeuw niet meer waargenomen. In de warmere wateren werd hij vervangen door de Indische griend. De verspreidingsgebieden van de beide soorten overlappen elkaar in een deel van de gematigde wateren. De griend kan langs de gehele Europese kust worden aangetroffen. De meeste dieren leven in Europa rond IJsland en Schotland. Een enkele keer spoelen grienden aan op de Noordzeekust. In oktober 2015 zwom een groep van 8 dieren langs Scheveningen.
Hun trekgedrag volgt de bewegingen van hun prooidieren, de pijlinktvissen. De dieren in de Noordelijke Atlantische Oceaan leven 's winters op volle zee, rond de Golfstroom, maar 's zomers trekken ze met de inktvissen mee naar de kusten van Newfoundland, IJsland en de Faeröer.

## Strandingen
Grienden spoelen vaak in grote groepen aan. Dit wordt een massastranding genoemd. In Europa is het de soort die het vaakst strandt, en massastrandingen komen ook regelmatig voor in Zuid-Australië, Nieuw-Zeeland en het zuiden van Zuid-Amerika. In 1985 spoelden zo'n vierhonderd grienden aan in Catherine Bay, Nieuw-Zeeland, de grootste bekende stranding. Het is vooralsnog onduidelijk waarom zoveel dieren stranden, maar waarschijnlijk speelt de grote sociale band een belangrijke rol. Als één dier afdwaalt en strandt, volgt de rest van de groep dit dier. Dit is zeker het geval als het eerste strandende dier het dominante dier is, de leider van een groep. De groep volgt hem blindelings. Bij een massastranding voor de oostkust van Nieuw-Zeeland op 10 november 2006 wisten milieuwerkers veertig dieren te redden. Toen de groep echter anderhalve kilometer van de kust verwijderd was, keerde één griend, een jonge stier, om, richting de kust. Om te voorkomen dat de andere grienden hem zouden volgen en opnieuw zouden stranden is besloten om dit dier te doden. Op 2 november 2015 spoelden 10 grienden aan bij Calais in Frankrijk. In de pers werd abusievelijk gemeld dat deze stranding bij Hardelot plaats had gevonden. Waarschijnlijk was dit dezelfde groep die eerder dat jaar bij Scheveningen was gezien. 6 dieren waren dood, 4 konden worden teruggezet. Op 13 februari 2015 spoelden 200 grienden aan bij de stad Nelson (Nieuw-Zeeland, Zuidereiland), waarvan 140 dieren de stranding niet hebben overleefd. Op 25 november 2018 spoelden door onduidelijke oorzaak 145 grienden aan op Stewart Island (Nieuw-Zeeland). Geen van hen overleefde. Op 21 september 2020 spoelden er zo'n 470 aan op zandbanken voor de westkust van Tasmanië. Een deel ervan werd gered.

## Bedreiging

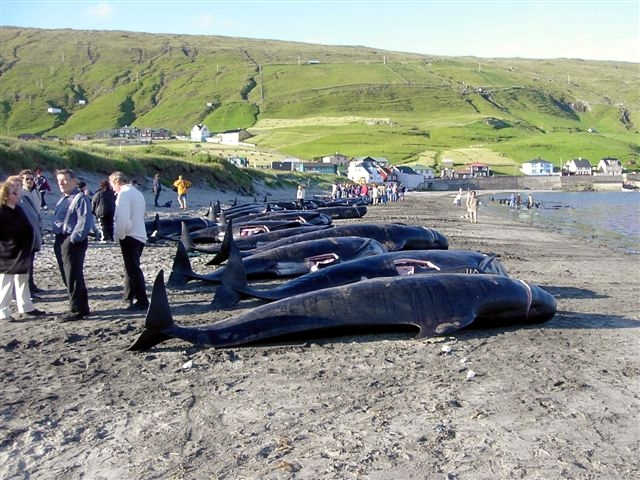
Gedode grienden op de Faeröer

Grienden worden soms bejaagd, bijvoorbeeld door bewoners van de Faeröereilanden, die gemiddeld 850 dieren per jaar doden. Tijdens deze traditionele jacht drijven mannen in bootjes een groep grienden naar een baai. Als de grienden in ondiep water komen, komen er mannen vanaf de waterkant om de grienden zo snel mogelijk te doden door middel van het doorsnijden van de nek. De grienden worden na de slachting verzameld op de kade. De commissaris van politie beslist dan hoe de grienden verdeeld moeten worden onder de bevolking. Indien de vangst groot is, wordt de griend ook vaak verdeeld onder de naburige dorpen. Verkoop of handel van griend is verboden. 
Ook sterven dieren door verstikking doordat ze verstrikt raken in achtergelaten vissersnetten. 
De griend is echter niet bedreigd en komt vrij algemeen voor. Hoewel het IUCN stelt dat er weinig data beschikbaar is over de hoeveelheden van de griend en de tendenzen daarin, zijn er weinig aanwijzingen dat de populatie daalt, noch dat er grote dreigingen zijn. Het gebruiken van de griend voor voedsel door Groenland en de Faeröer wordt door de IUCN als duurzaam beschouwd. De totale wereldpopulatie wordt geschat op enkele honderdduizenden dieren.

## Ondersoorten
Er zijn twee ondersoorten, Globicephala melas melas uit de noordelijke Atlantische Oceaan en Globicephala melas edwardi van het zuidelijk halfrond.

## Andere grienden
Er bestaan ook nog andere soorten zoals:
- Indische griend (Globicephala macrorhynchus)
- Dwerggriend (Feresa attenuata)